# Lèvre
Pour les articles homonymes, voir Lèvre (homonymie).
 (octobre 2024).
Si vous disposez d'ouvrages ou d'articles de référence ou si vous connaissez des sites web de qualité traitant du thème abordé ici, merci de compléter l'article en donnant les références utiles à sa vérifiabilité et en les liant à la section « Notes et références ».
Les lèvres sont les parties charnues de la face qui constituent la cloison antérieure de la bouche chez de nombreux animaux. Au nombre de deux, une lèvre supérieure et une lèvre inférieure, elles délimitent la fente buccale. Les lèvres jouent un rôle dans la phonétique articulatoire et l'alimentation. Chez l'homme, leur rôle social est variable suivant les cultures.

## Histologie
À l'extérieur recouvertes par l'épiderme de la peau (épithélium pavimenteux pluristratifié kératinisé), avec des poils et des glandes sébacées et sudoripares, les lèvres sont recouvertes à l'intérieur par une muqueuse avec un épithélium de type pavimenteux pluristratifié non kératinisé, avec des glandes salivaires (séreuses et muqueuses). La transition entre les deux types d’épithélium se fait au niveau du bord rouge de chaque lèvre, le vermillon.

## Anatomie
Les lèvres sont limitées en haut par le nez, en bas par le menton et latéralement par les joues. Elles recouvrent les dents incisives.
Les lèvres se rejoignent de chaque côté de la fente buccale, d'axe horizontal, au niveau des commissures labiales gauche et droite. Le vermillon désigne les parties pigmentées qui bordent l'ouverture de la bouche et font la jonction entre le revêtement cutané externe et le revêtement muqueux interne. 

## Physiologie
Les lèvres jouent un rôle important dans la phonétique articulatoire (notamment les consonnes labiales) et l'expression faciale. 
Au cours de l'allaitement, le réflexe de succion fait intervenir les lèvres pour l'alimentation du nourrisson.

## Pathologie

### Fente labiale
La fente labiale est une absence de fusion du tissu embryonnaire du visage aboutissant à une perte de substance de la lèvre supérieure.

### Sourire gingival
En orthodontie, le sourire gingival est une lèvre supérieure courte, exposant les gencives au moment du sourire.

### Carcinome épidermoïde
La lèvre inférieure, parce que très exposée au soleil, est plus souvent touchée par le carcinome épidermoïde, l’une des formes plus fréquentes de cancer de la peau chez les personnes à peau blanche,.

### Herpès labial
Il y a deux virus de l'Herpes, dont le virus HV-1 qui provoque le plus souvent sur les lèvres des poussées de boutons dits boutons de fièvre. 

Il touche la bouche mais aussi parfois les narines, et souvent l'intérieur de la bouche (fond de gorge, gencives) et parfois les joues, le front, voire les yeux. Le HV-2 qui affecte plutôt les organes génitaux est plus rarement en cause, mais il peut avoir les mêmes effets sur les lèvres que le HV-1. Quel que soit le virus herpétique en cause, on en reste porteur toute sa vie, car il persiste dans les ganglions sensitifs jusqu’à sa mort. L'Herpès labial est très contagieux (via les baisers notamment). Les lésions ne doivent pas être grattées (un saignement discret est possible) ni touchées, un lavage fréquent des mains est recommandé. 

## Usage
Les lèvres constituent une partie apparente de l'organisme humain et peuvent jouer un rôle de séduction. 
Ainsi la partie externe de la lèvre et son vermillon peuvent être recouvert de maquillage tel que le rouge à lèvres ou le gloss. 

Parfois, la lèvre inférieure est modifiée à l'aide d'un labret.
Le baiser désigne la mise en contact, éventuellement sonore (bruit de succion), des lèvres d'un individu avec quelque chose, généralement une partie du corps d'un autre individu. 

Sa valeur sociale varie selon les cultures et groupes sociaux.